# شاهک سفید هادریان
شاهک سفید هادریان (نام علمی: Charaxes hadrianus) نام یک گونه از سرده شاهک است.